# Congerville
Congerville – wieś w Stanach Zjednoczonych, w stanie Illinois, w hrabstwie Woodford.